# Брахиолярия

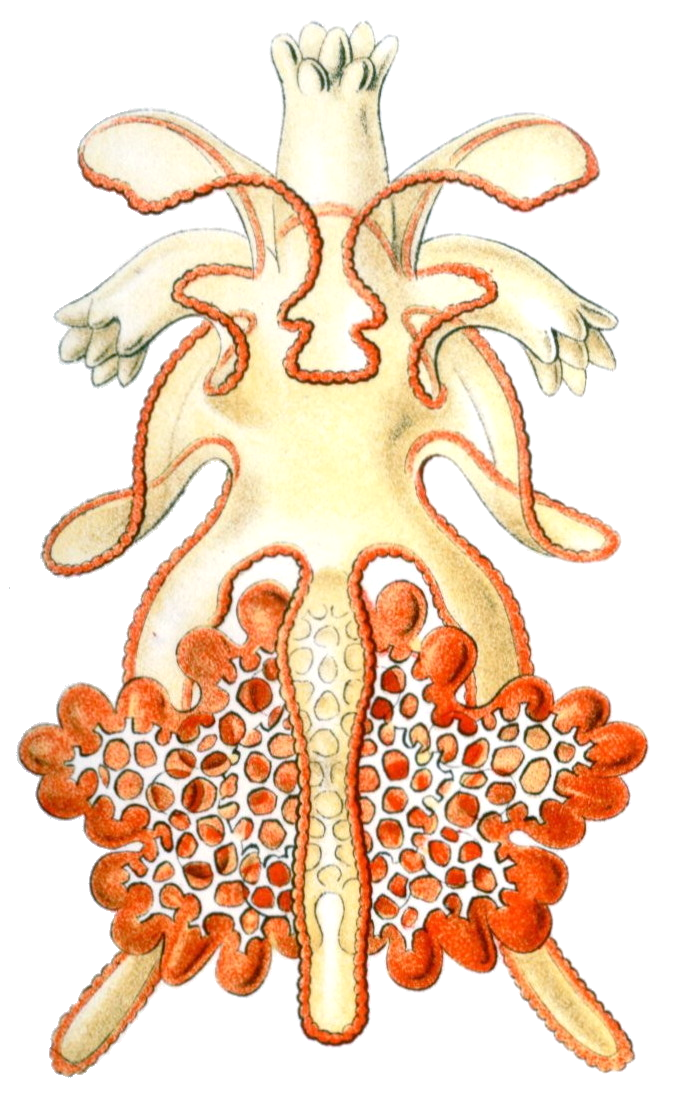
Брахиолярия в конце развития (передний конец наверху рисунка)

Брахиоля́рия (лат. Brachiolaria, от лат. brachiolum, «маленькая рука») — личинка, поздняя стадия развития морской звезды. Стадии развития морской звезды зависят от конкретного вида и условий окружающей среды. Брахиолярия обычно развивается из цепочки бластула — гаструла — диплеурула — бипиннария.
Вначале свободно плавающая, брахиолярия прикрепляется к субстрату с помощью трёх специальных отростков в передней части — «рук» с бородавчатыми присосками перед метаморфозом в звезду. Брахиолярия также имеет нескольких пар боковых отростков, снабженных реснитчатыми поясками и помещающихся по бокам тела. тело брахиоляри симметрично.